# Nallur do Sul
Nallur do Sul é uma panchayat (vila) no distrito de Coimbatore, no estado indiano de Tamil Nadu.

## Demografia
Segundo o censo de 2001, Nallur do Sul tinha uma população de 30 319 habitantes. Os indivíduos do sexo masculino constituem 53% da população e os do sexo feminino 47%. Nallur do Sul tem uma taxa de literacia de 75%, superior à média nacional de 59,5%: a literacia no sexo masculino é de 80% e no sexo feminino é de 68%; 11% da população está abaixo dos 6 anos de idade.